# Li You-ruei
Li You-ruei (李宥叡T, Lǐ YòuruìP; 23 dicembre 1986) è un'ex cestista taiwanese.

## Carriera
Con Taiwan ha disputato i Campionati mondiali del 2006.